# Берёзовая Рудка
Берёзовая Ру́дка (укр. Березова Рудка) — село в Лубенском районе Полтавской области Украины. До 19 июля 2020 года входило в состав Пирятинского района.
Код КОАТУУ — 5323880701. Население по переписи 2001 года составляло 1971 человек.
Является административным центром Березоворудского сельского совета, в который, кроме того, входят сёла Вечорки, Крячковка и Марьинское.

## Географическое положение
Село Берёзовая Рудка находится на правом берегу реки Перевод, ниже по течению на расстоянии в 3,5 км расположено село Крячковка,
на противоположном берегу — село Вечорки. По селу протекает пересыхающий ручей с большой запрудой. Вокруг села много ирригационных каналов.

## История
Основано в 1717 году гетманом Иваном Скоропадским.
В Центральном Государственном Историческом Архиве Украины в городе Киеве есть документы Троицкой церкви за 1732-1795 год, а Полтавский Областной за 1770-1918
С 1752 года стало родовым поместьем семьи Закревских, — у потомков гетмана Скоропадского село приобрёл Осип Закревский.

## Экономика
- Молочно-товарная ферма.

## Объекты социальной сферы
- Березоворудский аграрный  техникум.
- Школа.

## Достопримечательности

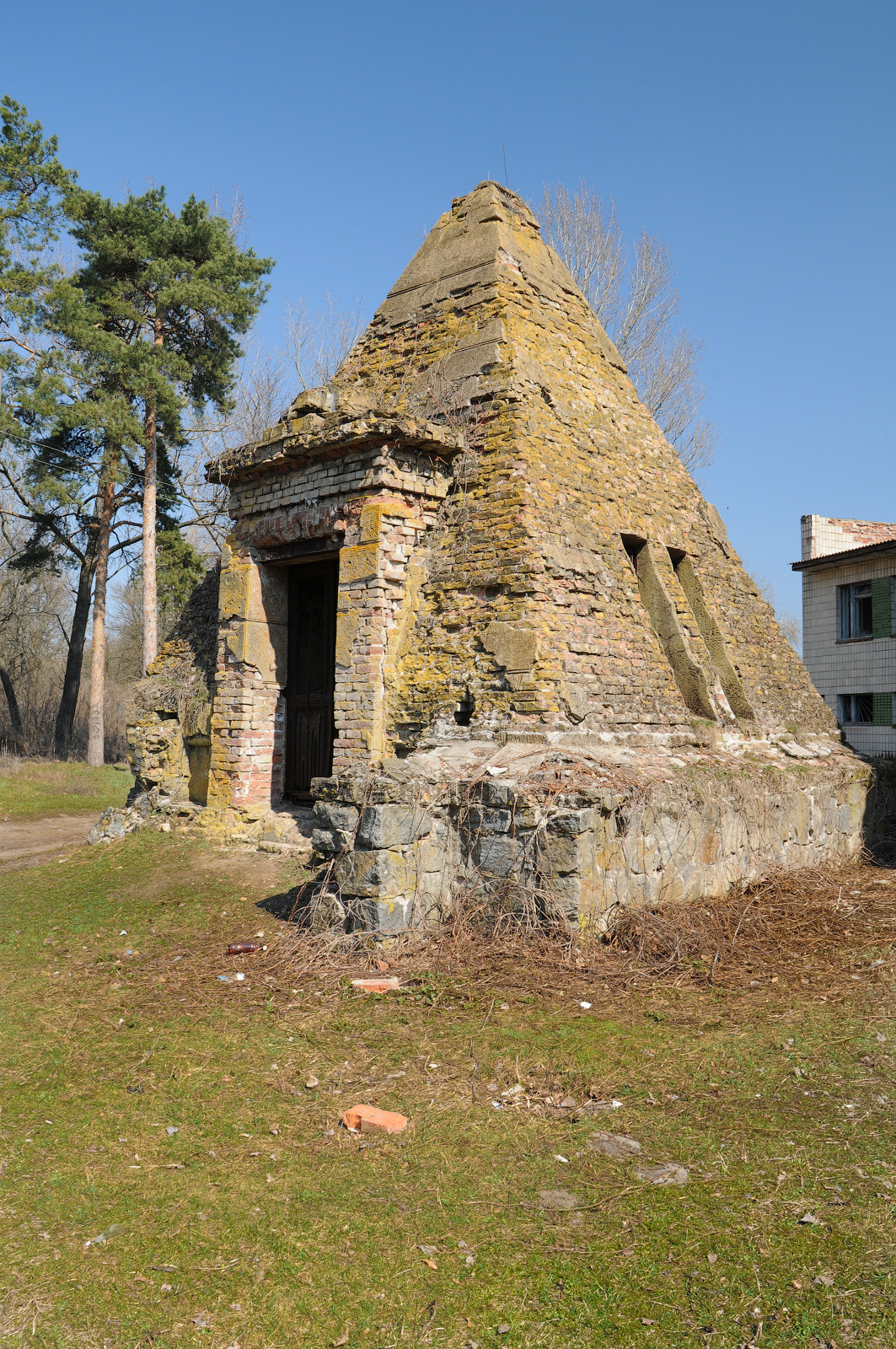
Пирамида-мавзолей семьи Закревских

Берёзово-Рудский народный историко-краеведческий музей, созданный в 1974 году. Включает могильник эпохи Киевской Руси XII века и дворцово-парковый комплекс в стиле провинциального классицизма — усадьба Закревских конца XVIII века — начала XIX века. Комплекс состоит из дворца Закревских (1838), парка (памятник садово-паркового искусства государственного значения) площадью 45 га и пирамиды-мавзолея семьи Закревских (1899).

## Известные люди
- Закревская Софья Алексеевна (1796—1865) — русская писательница.
- Здесь родился украинский поэт-песенник Дмитрий Емельянович Луценко.
- Село пять раз при жизни посетил Тарас Шевченко (в 1843—1846 годы)
- Мирвода, Семён Никифорович — Герой Советского Союза.